# القمة العربية 1996
القمة العربية 1996 القاهرة بعد انقطاع دام حوالي ست سنوات، عقد مؤتمر القاهرة الطارئ في 21–23 يونيو 1996، بدعوة من الرئيس المصري حسني مبارك، حضرته كافة الدول العربية باستثناء العراق.

## القرارات
صدر عن المؤتمر بيان ختامي تضمن مجموعة من القرارات، من بينها:
- الموافقة المبدئية على إنشاء محكمة العدل العربية، وميثاق الشرق للأمن والتعاون العربي، وآلية جامعة الدول العربية للوقاية من النزاعات وإدارتها وتسويتها
- الإسراع في إقامة منظمة التجارة الحرة العربية الكبرى
- التأكيد من جديد على شروط السلام الشامل مع إسرائيل وهي الانسحاب الكامل من الأراضي الفلسطينية بما فيها القدس، ومن الجولان والجنوب اللبناني، والتوقف عن النشاط الاستيطاني وتوقيع إسرائيل على معاهدة عدم انتشار الأسلحة النووية
- التضامن العربي مع دولتي البحرين والإمارات ضد التهديد الإيراني
- الحفاظ على وحدة وسلامة العراق، ودعوته إلى تنفيذ قرارات مجلس الأمن

## الحضور
| البلد     | الممثل                                   |
| --------- | ---------------------------------------- |
| مصر       | الرئيس حسني مبارك                        |
| الأردن    | الملك حسين بن طلال                       |
| الإمارات  |                                          |
| البحرين   |                                          |
| الجزائر   |                                          |
| السعودية  | ولي العهد عبد الله بن عبد العزيز آل سعود |
| السودان   | الرئيس عمر البشير                        |
| الصومال   |                                          |
| الكويت    | ولي العهد سعد العبد الله السالم الصباح   |
| المغرب    | وزير الخارجية عبد اللطيف الفلالي         |
| اليمن     |                                          |
| تونس      |                                          |
| جزر القمر | الرئيس محمد تقي عبد الكريم               |
| جيبوتي    |                                          |
| سوريا     | الرئيس حافظ الأسد                        |
| عمان      |                                          |
| قطر       | وزير الخارجية حمد بن جاسم بن جبر آل ثاني |
| فلسطين    | الرئيس ياسر عرفات                        |
| لبنان     | الرئيس إلياس الهراوي                     |
| ليبيا     | الزعيم معمر القذافي                      |
| موريتانيا |                                          |